# Sagalassos
Sagalassos je arheološko nalazište u jugozapadnoj Turskoj, oko 100 kilometera sjeverno od suvremenog grada Antalije, drevne Attaleije. 
U vrijeme Rimskoga Carstva, grad je bio poznat kao 'prvi grad Pizidije', regije u području zapadnog Taurskog gorja, danas poznatih kao Jezerska regija. Već poznat u helenističkom razdoblju, bio je jedan od najvećih pizidijskih gradova.
Nalazište se nalazi između 1400 i 1600 m nadmorske visine. 
Prvi put je nastanjeno oko 8000 godina pr. Kr. Potom ga u 14. st. pr. Kr., spominju hetitski izvori pod nazivom Salawasa.
Grad je u 6. stoljeću doživio veliki potres, a potom je trpio zbog epidemija, nedostatka vode i napada barbara, da bi konačno potres u 7. stoljeću prisilio stanovnike da napuste grad te se presele u dolinu. Sagalassos je prepun vrijednih spomenika vezanih uz starogrčko, rimsko i rano bizantsko razdoblje. 

## Vanjske poveznice
- Arhivirana inačica izvorne stranice od 11. lipnja 2007. (Wayback Machine)
- Arhivirana inačica izvorne stranice od 26. lipnja 2010. (Wayback Machine)